# Siano
Siano är en ort och kommun i provinsen Salerno i regionen Kampanien i Italien. Kommunen hade 9 883 invånare (2017).